# Clase Yavuz
La clase Yavuz es un grupo de cuatro fragatas que fueron construidas para la Armada de Turquía. Fueron diseñados en Alemania y forman parte de la familia de buques de guerra modulares MEKO, en concreto, pertenecen al diseño MEKO 200. En abril de 1983, el gobierno turco firmó un pedido de barcos para cuatro fragatas MEKO. Se construyeron dos barcos en Alemania y dos en Turquía con ayuda alemana. Son similares en diseño a las  más grandes Barbaros de la Armada turca, que son versiones mejoradas de las fragatas de clase Yavuz .
Se espera que los barcos de la clase Yavuz sean reemplazados por las fragatas clase Istanbul.

## Buques
| Barco              | Nombrado por                | Constructor                        | Botado                 | Asignado             | Estado      |
| ------------------ | --------------------------- | ---------------------------------- | ---------------------- | -------------------- | ----------- |
| Yavuz (F-240)      | Sultán Selim I «Yavuz»      | Blohm + Voss, Hamburgo             | 7 de noviembre de 1985 | 17 de julio de 1987  | En servicio |
| Turgutreis (F-241) | Turgut Reis                 | Howaldtswerke-Deutsche Werft, Kiel | 30 de mayo de 1986     | 4 de febrero de 1988 | En servicio |
| Fatih (F-242)      | Sultán Mehmed II «Fatih»    | Astillero Naval de Gölcük, Kocaeli | 24 de abril de 1987    | 22 de julio de 1988  | En servicio |
| Yıldırım (F 243)   | Sultán Bayezid I «Yildırım» | Astillero Naval de Gölcük, Kocaeli | 22 de julio de 1988    | 21 de julio de 1989  | En servicio |